# Fontvieille (Monaco)
Fontvieille is een van de tien quartiers (wijken) van het Prinsdom Monaco. Het bestaat uit aangewonnen land en werd begin jaren 80 aangelegd in opdracht van Reinier III van Monaco.
Het terrein is zo’n 33 hectare groot en omvat een helihaven, een jachthaven, het Louis II voetbalstadion waar AS Monaco zijn thuiswedstrijden speelt, en een aantal grote appartementencomplexen. Er wonen ongeveer 4000 mensen.
Fontvieille in Monaco moet niet verward worden met Fontvieille in Frankrijk.

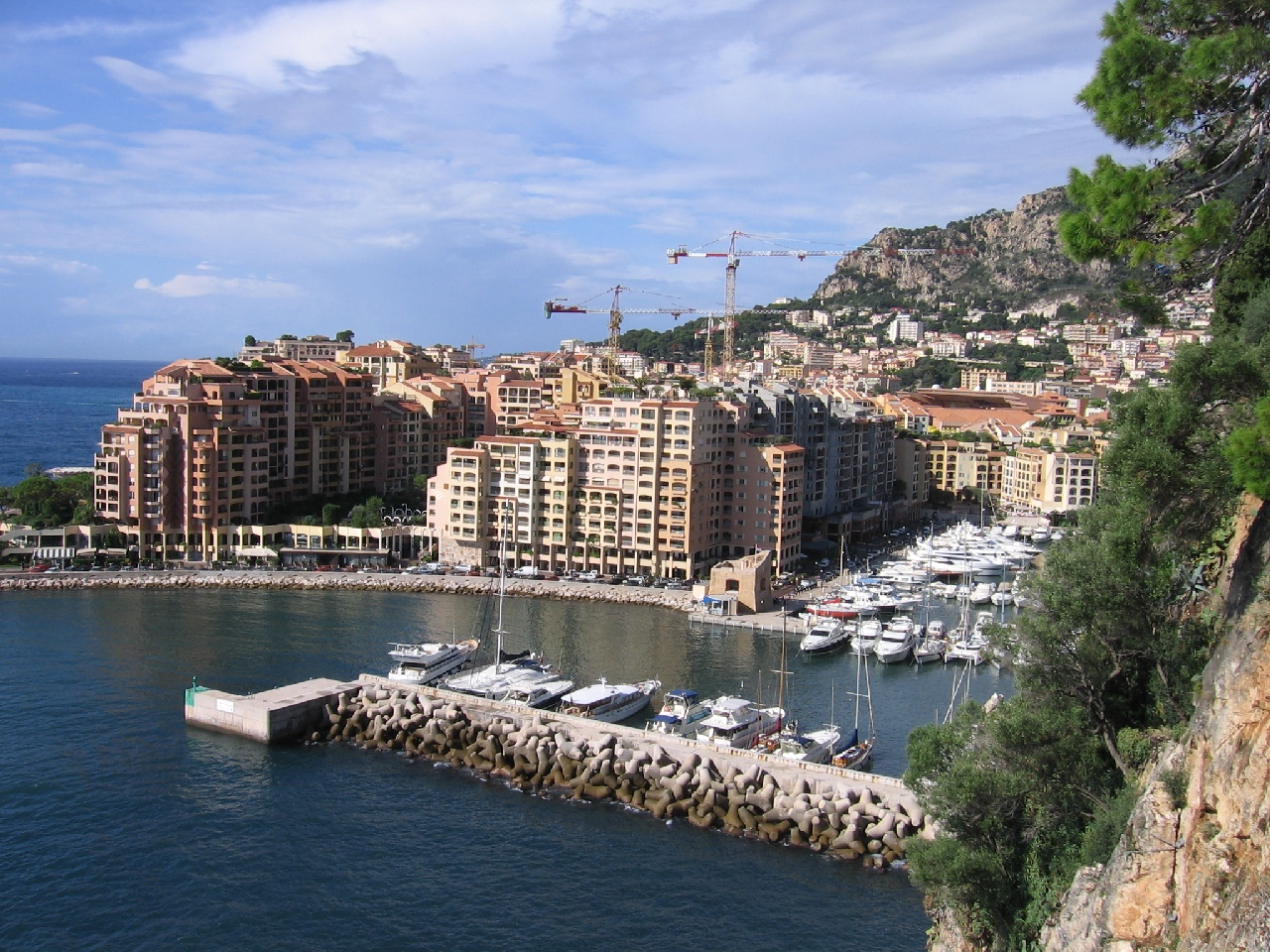
Fontvieille

## Bekende inwoners
- Lewis Hamilton; Engelse Formule 1-coureur
- Valtteri Bottas; Finse Formule 1-coureur
- Charles Leclerc; Monegaskische Formule 1-coureur
- Max Verstappen; Nederlandse Formule 1-coureur
- Daniel Ricciardo; Australische Formule 1-coureur
- Sergio Pérez; Mexicaanse Formule 1-coureur
- Daniil Kvjat; Russische autocoureur
- Stoffel Vandoorne; Belgische autocoureur
- Fernando Alonso; Spaanse Formule 1-coureur
- Brendon Hartley; Nieuw-Zeelandse autocoureur
- Jenson Button; Engelse autocoureur
- Felipe Massa; Braziliaanse autocoureur
- Nico Rosberg; Duitse autocoureur
- Nico Hülkenberg; Duitse Formule 1-coureur
- António Félix da Costa; Portugese autocoureur
- Nyck de Vries; Nederlandse Formule 1-coureur
- Mitch Evans; Nieuw-Zeelandse autocoureur
- Mark Webber; voormalig Australische autocoureur
- Mika Häkkinen; voormalig Finse Formule 1-coureur
- David Coulthard; voormalig Schotse Formule 1-coureur
- Olivier Beretta; voormalig Monegaskische Formule 1-coureur
- Gerhard Berger; voormalig Oostenrijkse Formule 1-coureur
- Thierry Boutsen; voormalig Belgische Formule 1-coureur
- Riccardo Patrese; voormalig Italiaanse Formule 1-coureur
- Keke Rosberg; voormalig Finse Formule 1-coureur
- Jacky Ickx; voormalig Belgische Formule 1-coureur
- Alexander Zverev; Duitse tennisspeler
- Mischa Zverev; Duitse tennisspeler
- Novak Djokovic; Servische tennisspeler
- Daniil Medvedev; Russische tennisspeler
- Caroline Wozniacki; Deense tennisspeelster
- Boris Becker; voormalig Duitse tennisspeler
- Björn Borg; voormalig Zweedse tennisspeler
- David Goffin; Belgische tennisspeler
- Eddy Merckx; voormalig Belgische Wielrenner
- Greg Van Avermaet; Belgische Wielrenner
- Philippe Gilbert; Belgische Wielrenner
- Tim Wellens; Belgische Wielrenner
- Peter Sagan; Slowaakse Wielrenner
- Chris Froome; Engelse Wielrenner
- Bradley Wiggins; Engelse Wielrenner
- Casey Stoner; voormalig Australische MotoGP-coureur
- Robbie Williams; Engelse popzanger
- Scarlett Johansson; Amerikaanse actrice